# برج خانه مقیس‌آباد
برج خانه مقیس آباد مربوط به دوره قاجار است و در شهرستان کوهبنان، بخش مرکزی، دهستان شعبجره، روستای مقیس آباد، ابتدای مسیر ورودی روستا، منزل دوم، سمت چپ واقع شده و این اثر در تاریخ ۱۸ اسفند ۱۳۸۷ با شمارهٔ ثبت ۲۵۲۹۵ به‌عنوان یکی از آثار ملی ایران به ثبت رسیده است.